# هناد بن السري
هَنَّاد بن السَّرِيّ (152 هـ - 243 هـ) هو أبو السَّرِيّ هَنَّاد بن السَّرِيّ بن مصعب بن أبي بكر بن شَبر بن صُعْفُوق التميمي الدارمي الكوفي، يعد أحد أهم رواة وحفاظ الحديث في عصره، وهو مصنف كتاب الزهد.

## شيوخه
1. إسماعيل بن عياش.
2. سفيان بن عيينة.
3. عبد الله بن المبارك.
4. يحيى بن معين.
5. شريك بن عبد الله بن أبي نمر.
6. وكيع بن الجراح.
7. الفضيل بن عياض.
8. مروان بن معاوية.
9. عبد السلام بن حرب.
10. عبد الله بن إدريس الكوفي.
11. ملازم بن عمرو

## تلاميذه
1. محمد بن إسماعيل البخاري.
2. مسلم بن الحجاج.
3. أبو داود.
4. أبو عيسى محمد الترمذي.
5. أحمد بن شعيب النسائي.
6. ابن ماجه.
7. ابن أبي الدنيا.
8. أبو حاتم الرازي .

## مكانته العلمية
- قال عنه الذهبي: "الإمام الحجة القدوة زين العابدين".
- أبو حامد الإسفراييني: سمعت أحمد بن حنبل وسئل عمن نكتب بالكوفة فقال: عليكم بهناد، وعن المروذي: قال أحمد بن حنبل: ما بالكوفة مثل هناد هو شيخهم.
- قتيبة بن سعيد: ما رأيت وكيعاً يعظم أحدا لهناد.
- أحمد بن سلمة النيسابوري: كان هناد كثير البكاء، فرغ يوما من القراءة لنا فتوضأ وجاء إلى المسجد فصلى إلى الزوال وأنا معه في المسجد ثم رجع إلى منزله فتوضأ وجاء فصلى بنا الظهر ثم قام على رجليه يصلي إلى العصر يرفع صوته بالقرآن ويبكي كثيرا ثم إنه صلى بنا العصر وأخذ يقرأ في المصحف حتى صلى المغرب؛ فقلت لبعض جيرانه ما أصبره على العبادة فقال هذه عبادته بالنهار منذ سبعين سنة فكيف لو رأيت عبادته بالليل؛ وما تزوج قط ولا تسرى وكان يقال له راهب الكوفة.[2]